# Río Viosa

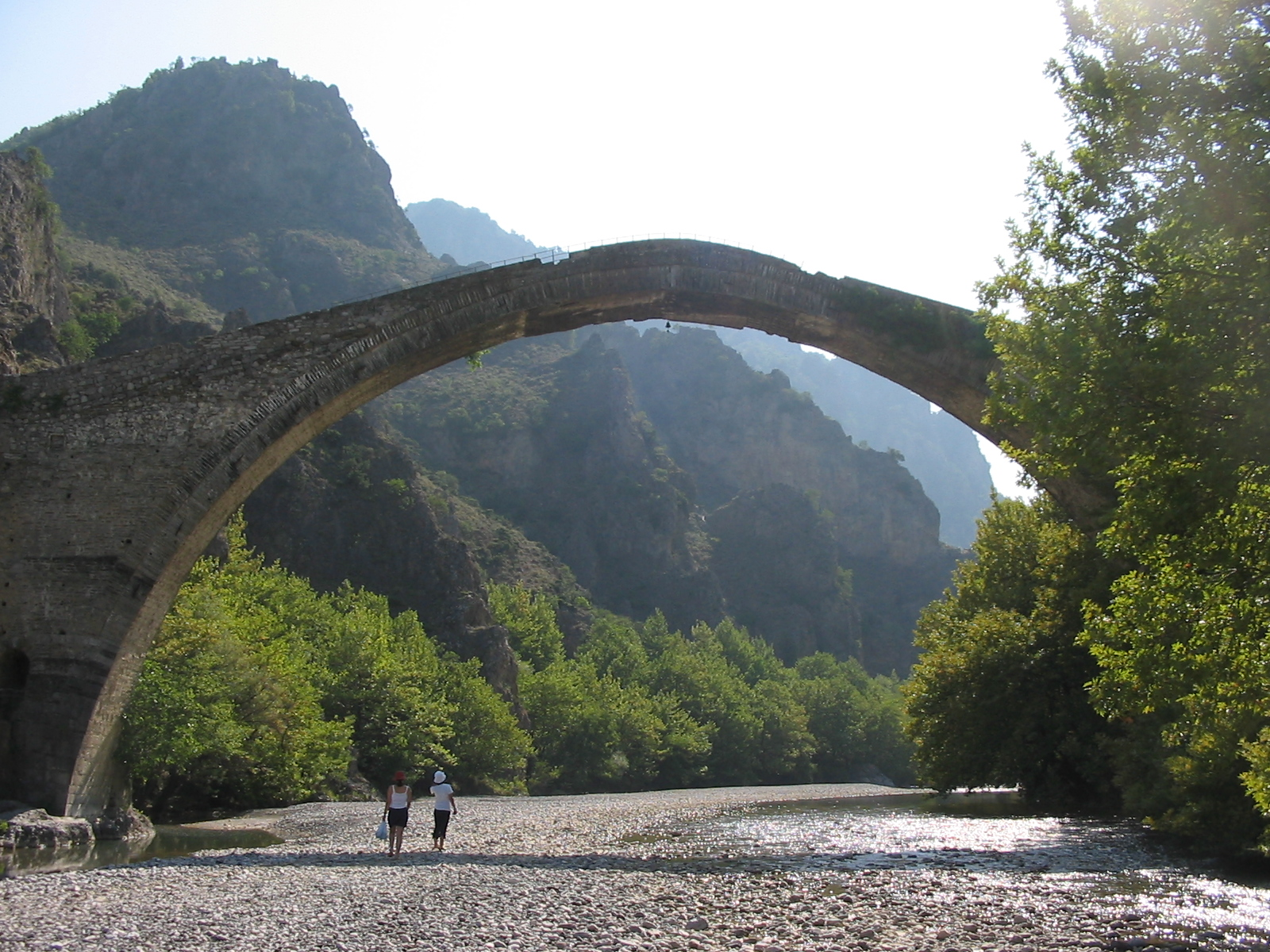
El puente de Konitsa sobre el río Viosa.

El río Viosa (Vjosë, Vjosa; Vijosë en albanés; Aóos en griego y Aous en latín) es un río costero que discurre por el noroeste de Grecia y el suroeste de Albania. Su longitud total es de 272 km, de los cuales 80 km fluyen por Grecia. Es el río Aoo de las fuentes clásicas. Nace en los montes Pindos, en el norte del Epiro. El río fluye a través del parque nacional Vikos-Aoos, donde forma unos impresionantes cañones. Fluye hacia el mar Adriático, al norte de Vlorë. Los pueblos situados a lo largo del río incluyen Konitsa en Grecia y Përmet y Tepelenë en Albania.

## Historia humana

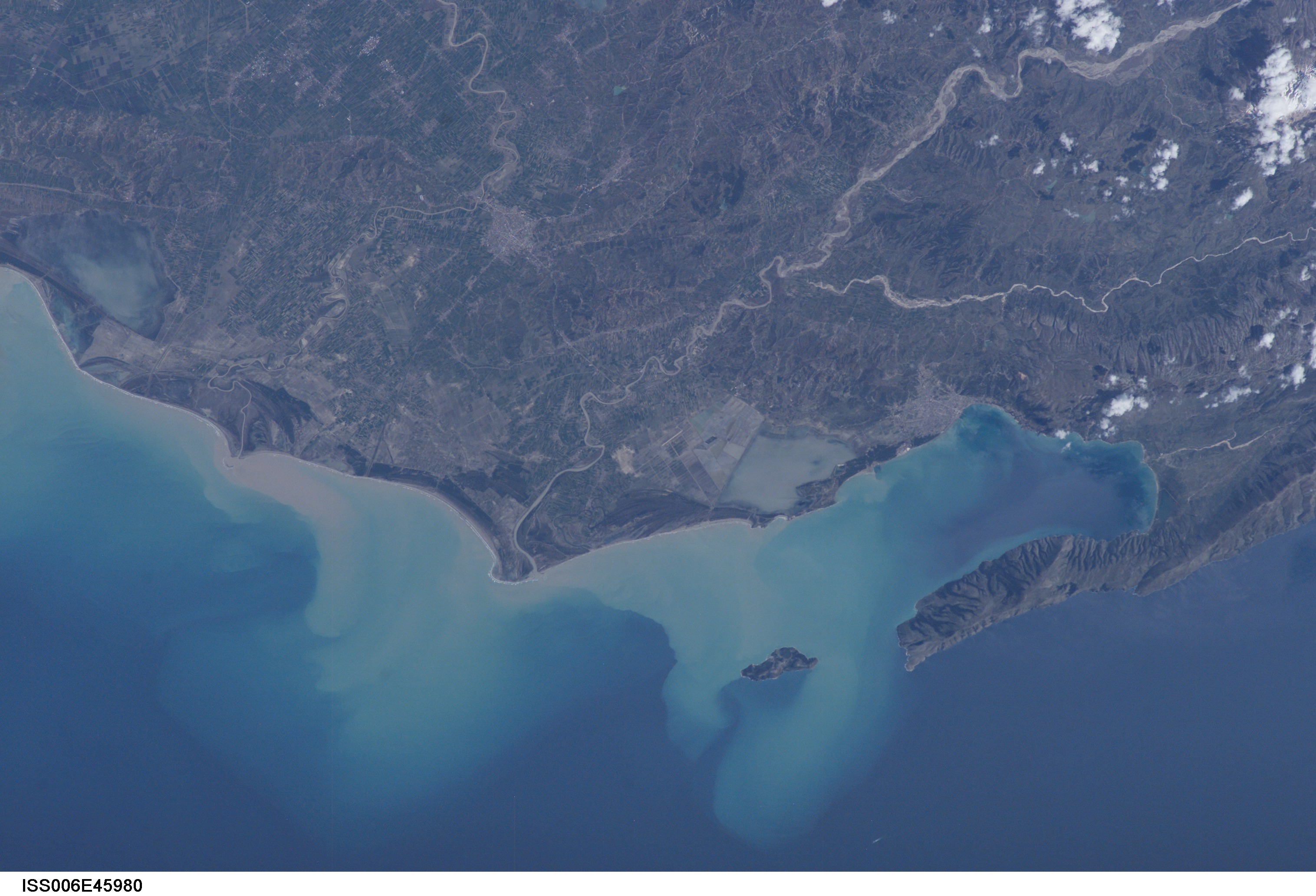
Vista aérea de Vista de Albania.

En la mitología griega, Aoo es un epíteto o nombre de Adonis. El rey Aoo fue también el primer rey de Chipre. Un río y una montaña en Chipre también recibieron el nombre de Aoo.
Hecataeo (550 - 476 a. C.) se refiere al río como Aías (en griego, Αίας, Αἴας). El nombre Anios (en griego, Ἄνιος) lo usa Plutarco en las Vidas paralelas en la biografía de César, mientras que Polibio, Livio y Estrabón usan el término Aoos. La tribu tesprotia de los parauaioi recibieron su nombre del río, como aquellos que vivían al lado de él. Pausanias escribió sobre "tiburones" (θηρία cería)  en el río, pues fluye por Tesprotia. Es mencionado como Auos (Αύος Aúos) por Esteban de Bizancio en el siglo VI. 
En el año 198 a. C., Filipo V de Macedonia y el romano Tito Quincio Flaminino, se enfrentaron en la batalla del Aoo. En el año 170 a. C. una trama para secuestrar a Aulo Hostilio Mancino fue frustrado por los molosos por error. Hay algunos indicios de que una ensenada fluvial puede haber existido en el Viosa. 
En la antigüedad, el río circulaba más al norte que hoy en día,[cita requerida] hacia donde está hoy en día Fier. Debido a un terremoto[cita requerida] ocurrido en el siglo IV, cambió su curso al que tiene actualmente. Este terremoto y los cambios del río son las principales razones de que el río fluya hacia la antigua ciudad de Apolonia.